# Раймон I Транкавель
Раймон I Транкавель (фр. Raimond Ier Trencavel; ум. 15 октября 1167) — виконт Безье с 1129 года, Агда в 1129—1150 годах, Каркассона и Альби с 1150 года. Сын Бернарда Атона IV и его жены Сесили Провансской.

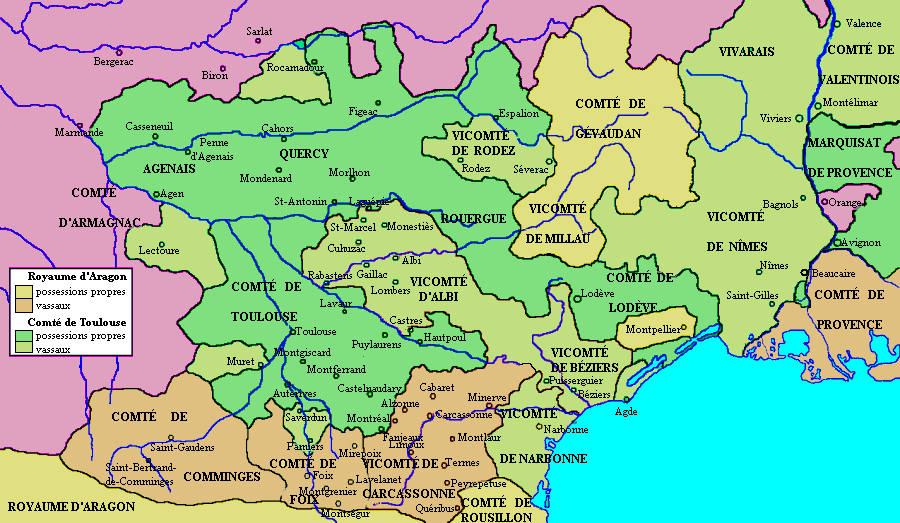
Безье, Альби и Каркассон на карте Окситании XII в.

## Биография
После смерти отца в результате раздела наследства получил Безье и Агд.
Был решительным противником тулузского графа Альфонса Журдена и в 1143 году участвовал в коалиции окситанских сеньоров, стремившихся изгнать графа из Нарбонна.
В 1150 году умер бездетный Роже I Транкавель — старший брат Раймона. Он наследует Каркассон, Альби и Разес, и уступает Агд младшему брату — Бернарду Атону V.
В 1153 году во время очередной войны с Тулузским графством попал в плен и освободился за выкуп в 3 тысячи серебряных марок.
В 1162 году умер Раймон-Беренгар IV Барселонский, и его сын, король Арагона Альфонсо II Целомудренный, требует вернуть ему Каркассон. Это заставило Раймона Транкавеля помириться с тулузским графом и заключить с ним союзный договор.
В августе 1167 года Раймон собрался на помощь своему племяннику Бернарду Атону VI, которому угрожал арагонский король. В момент отправки произошёл инцидент между одним из его солдат и жителем Безье. Армия под угрозой отказа от повиновения потребовала наказать горожанина, что Раймон и сделал. На обратном пути 15 октября 1167 года он был убит жителями Безье в церкви святой Мадлены.

## Семья
От жены по имени Аделаида (после 1154), происхождение которой неизвестно, у Раймона Транкавеля было две дочери:
- дочь (ум. до 1154), муж (около 1131) Ростан II Поскайрагуэс (ум. после 1146)
- Сесиль (ум. после 1167), муж (1151) — граф Роже Бернар I де Фуа (ум. 1188)

Овдовев, Раймон Транкавель женился на некоей Соре (после 1163), вдове графа N. В этом браке родилось четверо детей:
- Роже II Транкавель (ум. 1194), виконт Безье.
- Раймон Транкавель (ум. после 1211)
- Аделаида, муж (до 1176) — виконт Сикар V де Лотрек (ум. после 1193)
- Беатриса (ум. после 1193), муж (1175) — Раймунд V Тулузский (разведена в 1193)